# Circolo Nautico Posillipo 1981
Questa voce raccoglie le informazioni riguardanti il Circolo Nautico Posillipo nelle competizioni ufficiali della stagione 1981.

## Stagione
Nella stagione 1981 il Posillipo partecipa al suo terzo campionato in massima serie, classificandosi al 6º posto.

## Rosa
| N° |                   | Ruolo | Giocatore           |
| -- | ----------------- | ----- | ------------------- |
|    | Italia (bandiera) | P     | Giampaolo De Medici |
|    | Italia (bandiera) |       | Stefano Postiglione |
|    | Italia (bandiera) |       | Massimo Fiorentino  |
|    | Italia (bandiera) |       | Gennaro Fiorillo    |
|    | Italia (bandiera) |       | Michele Baviera     |
|    | Italia (bandiera) |       | Recano              |
|    | Italia (bandiera) |       | Mario Fiorillo      |

| N° |                   | Ruolo | Giocatore         |
| -- | ----------------- | ----- | ----------------- |
|    | Italia (bandiera) |       | Fabio De Angelis  |
|    | Italia (bandiera) |       | Claudio Palumbo   |
|    | Italia (bandiera) |       | Massimo Santoro   |
|    | Italia (bandiera) |       | Marco Postiglione |
|    | Italia (bandiera) |       | Franco Porzio     |
|    | Italia (bandiera) |       | Filippo Topa      |
|    | Italia (bandiera) |       | Vittorio Marsili  |